# Uutapi
Uutapi, chiamata anche Outapi o Ombalantu, è una città si trova nel nord della Namibia ed è il capoluogo della regione di Omusati.
La popolazione si occupa in genere dell'allevamento dei bovini con i prodotti derivati.
Caratteristica di Uutapi è l'Ombalantu Baobab. Nell'enorme tronco incavato del baobab hanno trovato posto l'ufficio postale ed una cappella.